# Shark Skin Man and Peach Hip Girl
Pour plus de détails, voir Fiche technique et Distribution.
Shark Skin Man and Peach Hip Girl (鮫肌男と桃尻女, Samehada otoko to momojiri onna) est un film japonais réalisé par Katsuhito Ishii, sorti le 15 septembre 1998. C'est l'adaptation d'un manga de Minetaro Mochizuki publié entre 1993 et 1994.

## Synopsis
Partie à la banque vérifier ses économies, Toshiko se retrouve nez à nez avec un braqueur cagoulé... Plus tard, accidentellement, elle percute la voiture de deux hommes qui poursuivaient un des deux braqueurs. Celui-ci se nomme Samehada. Il vient en effet de braquer la banque mais a décidé de ne pas rendre le magot à son patron et s'enfuit au grand désarroi de son complice, Yamada. Samehada se retrouve poursuivi par son ancien complice et ses hommes de main, en compagnie de Toshiko qui elle aussi fuit, non pas des yakuzas mais son oncle obsédé.

## Fiche technique
- Titre : Shark Skin Man and Peach Hip Girl
- Titre original : 鮫肌男と桃尻女 (Samehada otoko to momojiri onna)
- Réalisation : Katsuhito Ishii
- Scénario : Katsuhito Ishii, d'après le manga de Minetaro Mochizuki
- Production : Kazuto Takida et Hilo Iizumi
- Musique : Dr. Strangelove
- Photographie : Hiroshi Machida
- Montage : Yumiko Doi
- Pays d'origine : Japon
- Langue : Japonais
- Format : Couleurs - 1,85:1 - Stéréo - 35 mm
- Genre : Thriller, comédie
- Durée : 108 minutes
- Dates de sortie : 15 septembre 1998 (Festival du film de Toronto), 6 février 1999 (Japon)

## Distribution
- Tadanobu Asano : Kuroo Samehada
- Ittoku Kishibe : Tanuki
- Sie Kohinata : Toshiko Momojiri
- Kimie Shingyoji : Mitsuko Fukuda
- Susumu Terajima : Sawada
- Shingo Tsurumi : Mitsuru Fukuda
- Daigaku Sekine : Sakaguchi
- Koh Takasugi : Sorimachi
- Shingoro Yamada : Taniguchi
- Hitoshi Kiyokawa : Maruo
- Yoji Tanaka : Asahina
- Keisuke Horibe : Inuzuka
- Yoshiyuki Morishita : Hidari
- Kanji Tsuda : Fukazume
- Youhachi Shimada : Michio Sonezaki